# Schönmergel
Schönmergel war ein Wohnplatz in der preußischen Provinz Pommern. Er liegt heute wüst im Gebiet der Woiwodschaft Westpommern in Polen.
Die Wüstung liegt in Hinterpommern, etwa 55 Kilometer südöstlich von Stettin und etwa 19 Kilometer südöstlich der Kreisstadt Pyritz.
Schönmergel wurde im Jahre 1827 als das nach Wilhelminenhof zweite Vorwerk des Rittergutes Schönow angelegt. Der Gutsherr, Friedrich Ludwig von Knobelsdorff, ließ es etwa ¼ Meile östlich von Schönow auf dem Land von zwei ehemaligen Bauernhöfen anlegen, die bereits früher zum Gut eingezogen worden waren. Der Ortsname „Schönmergel“ wurde 1828 durch die Regierung genehmigt; er dürfte sich auf guten Mergel im Ackerboden beziehen. Um 1845 wurden in Schönmergel 6 Einwohner in einem Haus gezählt.
Bei der Volkszählung im Deutschen Reich 1871 wurden in Schönmergel, das zum Gutsbezirk Schönow gehörte, 1 Wohnhaus, aber nur noch 0 Einwohner gezählt.
Heute liegt die Wüstung im Gebiet der Gmina Przelewice (Gemeinde Prillwitz) in der Woiwodschaft Westpommern.